# Prochiloneurus albioviductus
Prochiloneurus albioviductus är en stekelart som först beskrevs av Girault 1925.  Prochiloneurus albioviductus ingår i släktet Prochiloneurus och familjen sköldlussteklar. Inga underarter finns listade i Catalogue of Life.